# Rey Rosales
 (avril 2022).
- Si vous ne connaissez pas le sujet, laissez ce bandeau (vous pouvez alors contacter les auteurs).
- Si vous supprimez le contenu mis en cause (vous pouvez préalablement contacter les auteurs),

argumentez précisément cette suppression dans la page de discussion
(un manque de référence n'est pas un argument ; une recherche réelle de référence doit avoir été effectuée, être formellement documentée).
Rey Rosales est un personnage de fiction du feuilleton télévisé Les Feux de l'amour. Il a été interprété par Jordi Vilasuso du 17 août 2018 au 19 avril 2022 aux États-Unis.

## Interprètes
Il a été interprété par :  
- Jordi Vilasuso (de 2018 à 2022)

## Histoire

### L'arrivée de Rey à Genoa
- Rey débarque à Genoa City à la mi-2018 (diffusé début juillet 2021 en France). Il rencontre tout d'abord Nick Newman au toit-terrasse de l'Athletic Club, puis il rencontre plus tard dans la soirée sa fiancée, Sharon Newman. Il sympathise avec eux. En réalité, Rey enquête secrètement sur la disparition de J.T. et à Nick et Sharon dans son viseur, mais également Nikki, Victoria, Phyllis et Victor. Il invente différents prétextes afin de les approcher et note dans son carnet le comportement de chacun. D'un autre côté, il retrouve son petit frère Arturo, avec qui il a des différents. Il demande à Abby, désormais en couple avec Arturo, de chercher à raisonner son frère pour qu'ils puissent se réconcilier.

- Cependant, Rey commence à être omniprésent dans la vie des personnes impliquées dans la disparition de J.T., et Victoria ne tarde pas à le soupçonner. Elles apprennent par Abby que Rey est le grand frère d'Arturo et qu'il lui a posé beaucoup de questions sur sa vie personnelle, dont la mention de J.T.  Victoria commence à penser que la présence de Rey à Genoa n'est pas un hasard et le fait savoir à Nikki, Sharon et Phyllis. Dans la soirée, Sharon croise à nouveau Rey au Néon Ecarlate et lui pose des questions sur les raisons de sa présence en ville. Rey lui avoue qu'il enquête sur J.T. Après son départ, Sharon confirme aux autres que Rey est a Genoa pour enquêter sur J.T. Sous les conseils de Victoria, Sharon invite Rey à dîner afin de lui soutirer des informations. Ils dînent en compagnie de Mariah. En fin de soirée, Sharon apprend qu'une personne s'est introduite dans la propriété. Rey se propose d'intervenir et retrouve le rôdeur, qui s'avère être Tessa. Néanmoins, Sharon remarque pendant l'action que Rey porte une arme a feu sur lui et demande pour quelles raisons il porte un revolver. Rey dit qu'il n'a pas de coffre-fort chez lui avant de s'éclipser. Après son départ, Sharon met en garde Victoria et lui conseille de prendre ses distances avec Rey. Le 11 septembre, lors de la soirée d'inauguration d'Étalon Noir (l'entreprise de Nick), Rey se présente en tant qu'inspecteur et vient arrêter Nick pour complicité avec J.T. et l'emmène au poste. Il demande au hacker qui a aidé Nick auparavant (voir Nicholas Newman) d'identifier le responsable parmi les cinq suspects, dont Nick. Le hacker reconnaît immédiatement Nick et dit que c'est lui qui l'a payé. Rey emmène Nick au bureau de Paul et lui bourre de questions a propos d'une quelconque alliance avec J.T., Nick affirme qu'il n'a pas revu J.T. depuis sa disparition en avril et nie s'être allié avec lui. Brittany le rejoint au poste et le dissuade de répondre à ses questions. Rey leur propose l'immunité, ce qu'il signifie que la déclaration de Nick ne lui portera pas préjudice auprès de la police, Nick accepte de signer cet accord et avoue à Rey qu'il ne s'est pas allié avec J.T. mais qu'il s'est fait passer pour lui. Après la déclaration de Nick, Rey le libère et il rentre chez lui retrouver Sharon.

- Lola, la petite sœur de Rey et Arturo débarque à Genoa mi-septembre. Lola garde une petite rancœur envers Rey et son autorité lorsqu'ils étaient plus jeunes. Arturo lui, est encore plus rancunier que sa sœur et refuse que Rey s'approche d'Abby. On apprend également que Rey a joué le rôle du père de famille avec son frère et sa sœur à cause de l'absence de leur père, qu'il n'a pas d'enfant et qu'il est marié à une femme prénommée Mia avec qu'il est plus ou moins en mauvais terme. Au cours du mois de septembre, Rey propose à Sharon, qui vient d'être diplômée en psychologie, de travailler pour la police de Genoa en aidant les victimes psychologiquement. Sharon accepte. Les deux collègues développent un lien amical au travail. Peu après, Sharon apprend que Nick l'a trompée avec Phyllis et rompt avec lui, annulant leur mariage. Elle se rapproche rapidement de Rey, ce qui manque pas de rendre Nick vert de jalousie, ce dernier le met en garde à propos de sa proximité avec Sharon. Rey et Arturo apprennent en même temps que Lola sort avec Kyle Abbott, et sont suspicieux concernant ses intentions, surtout lorsqu'ils apprennent que Kyle a profané une tombe (voir Kyle Abbott). Malgré ça, ils décident de lui laisser une chance avec Lola.

- En novembre, Arturo trouve au Parc Chancellor une montre, gravé au centre "Je t'aime Mac". Rey apprend l'existence de cette montre et en l'examinant de près, comprend qu'il est possible qu'il appartienne à J.T. et la prend pour l'examiner. Il regarde dans ses fichiers et constate que c'est la même montre que sur une photo de J.T. et Mac, datant de quelques jours avant sa disparition. Il fait appel à Mac et lui montre la pièce à conviction. Elle confirme que la montre appartient bel et bien à J.T. et qu'il l'a acheté pour leur anniversaire de mariage. Rey décide de rouvrir le dossier Hellstrom en requalifiant sa disparition en une affaire de meurtre et boucle l'accès au Parc Chancellor, rendant le lieu comme étant une scène de crime. Il interroge ensuite les Newman (sauf Victor, parti en voyage à Singapour). Lorsque Victoria se fait interroger, elle avoue quasiment savoir que le corps de J.T. a été déplacé, ce qui interpelle Rey, mais celui-ci refuse d'en dire plus sur l'enquête en cours et confirme grâce à cette preuve que J.T. est bien mort.  D'un point de vue sentimental, Rey et Sharon se rapprochent de plus en plus, manquant de s'embrasser avant que Rey interrompt leur rapprochement. Un peu plus tard, Sharon souhaite démissionner et en parle à Rey. Celui-ci tente de la retenir en lui faisant part de ses sentiments à son égard, elle affirme que cela est réciproque. Rey l'embrasse sur le champ avant que Nikki interrompe leur baiser (sans les avoir surpris). Rey invite ensuite Sharon dans son appartement pour en discuter. Elle accepte mais en se rendant sur place, elle trouve Rey en compagnie de Mia, sa femme et une scène de malaise s'installe. Elle repart déçue de la tournure qu'à pris leur début de relation avec l'arrivée de Mia. Après cela, une gêne s'installe entre Rey et Sharon, qui ont du mal à crever l'abcès. Mia, qui cherche à réparer son mariage avec Rey, remarque une forte connexion entre lui et Sharon et met en garde celle-ci concernant sa proximité avec Rey.

- Mia tente de recoller les morceaux avec Rey. Celui-ci accepte de laisser une chance à leur couple, malgré ses rancœurs et ce qu'il ressent pour Sharon. Lors de la soirée de lancement des Jaboutiques (voir Phyllis Summers). Mia et Arturo ont une discussion assez tendue, que Rey vient interrompre en défendant sa femme contre Arturo. Mia intervient et dévoile que Rey n'était pas présent dans leur vie de couple à Miami, trop occupé par son travail et dit que ce sont les raisons qui l'ont poussées à le tromper avec Arturo.

- Le 3 décembre, un incendie meurtrier se déclare aux écuries du ranch Newman. Rey mène l'enquête et boucle l'accès au ranch, interdisant l'accès au public y compris les Newman. Plus tard, Rey confirme que l'incendie était bien criminel et convoque Nikki, Victoria et Nick au poste de police (Victor est injoignable). Rey leur montre une preuve retrouvée au ranch : un pistolet, et également une chemise maculée de sang. Il confirme à Victoria et Nikki (Nick était déjà parti) que le pistolet appartient à Victor et que le sang sur la chemise est celui de J.T, ce qui rend Victor comme le principal suspect dans l'affaire du meurtre de J.T. La police recherche activement Victor, toujours introuvable et suspectent les Newman de le protéger. Quelques jours plus tard, Nikki à un accident de voiture et se retrouve entre la vie et la mort à l'hôpital. Rey est chargé de retrouver le conducteur l'ayant renversée, ce qui agace les Newman, particulièrement Nick. Nikki finit par se réveiller après Noël mais elle est rapidement kidnappée. Rey travaille sur le coup. Il est rejoint par Nick au poste de police, qui souhaite tout autant retrouver sa mère et son kidnappeur. Malgré la tension entre les deux hommes, ils finissent par collaborer et à parler respectivement de leurs pères, se découvrant des points communs là-dessus. Rey reçoit ensuite les images de vidéo-caméra surveillance montrant un homme portant un masque d'hôpital et un accoutrement de médecin. Il en conclut que c'est le kidnappeur et que c'est également un employé de l'hôpital. Le soir du nouvel an, il réussit à localiser le téléphone de Nick dans un aérodrome privé. En allant la bas, il réussit à retrouver Victor et l'arrête, ainsi que Nicholas et Nate Hastings, médecin traitant des Newman et replace Nikki en soins intensifs. Les trois hommes sont placés en garde à vue mais en raison de manque de preuves, Nate et Nick sont libérés rapidement tandis que Victor, principal suspect dans l'affaire du meurtre de J.T., reste cependant en détention.

- Après avoir arrêté Victor, Rey consacre plus de temps libre avec Mia. Il se réconcilie également avec Arturo. Rapidement, Mia envisage l'idée à Rey de renouveler leurs vœux, après 6 ans de mariage, Rey accepte. Le 24 janvier 2019, (épisode diffusée le 7 décembre 2021 sur TF1), Mia et Rey renouvellent leurs vœux de mariage en petit comité à l'Athletic Club, invitant Abby et Arturo, Kyle et Lola ainsi que Sharon. Avant que la cérémonie ne se poursuive, Arturo déclare sa flamme à Abby et la demande en mariage, ce qu'elle accepte. Concernant l'affaire Hellstrom, Victor est rapidement libéré sous caution et assigné à résidence, en l'attente de son procès. En février, le procès de Victor approche à grands pas, et Christine n'a pas assez de preuves concrètes pour incriminer Victor. Rey essaye de l'aider à trouver une preuve qui mettra définitivement Victor à l'amende. La police reçoit un jour un enregistrement envoyé anonymement et incriminant Victor et Nicholas, à en entendre l'enregistrement, il fait de Victor son meurtrier et de Nick son complice. Sharon tombe sur cet enregistrement et après hésitation, le fait écouter à Rey. Après l'écoute, il estime que cette preuve est la preuve ultime qui fera tomber Victor dans cette affaire. Il le fait écouter à Christine, qui décide d'avancer la date du procès de Victor au lendemain. Le 8 février, c'est le jour du procès de Victor. Au moment où Rey, Christine et des policiers viennent pour escorter Victor, Nikki les interrompt et justifie qu'ils arrêtent la mauvaise personne, elle argumente en disant que c'est elle qui a tué J.T. Rey, Christine et Michael ont du mal à croire ses révélations, mais Nikki les maintient. Elle est finalement mise en état d'arrestation et emmené au poste tandis que le procès de Victor est reporté. Rey interroge Nikki, qui lui fournit sa version de l'histoire, disant qu'elle a agi seule dans son assassinat et son enterrement secret au Parc Chancellor. Rey à du mal à croire cette histoire et en profite pour interroger Victoria afin de concorder leurs deux versions. Mais Victoria maintient sa première version ou elle lui donne de l'argent, lui accordant la fuite. Rey décide de libérer Victor (toujours sous caution) mais garde cependant Nikki en détention. Il pense qu'elle à bien un lien avec la mort de J.T. mais à du mal à croire qu'elle a agi seule. Il souhaite interroger à nouveau Sharon et lui apprend les aveux de Nikki. Sharon déclare ignorer cette nouvelle et assure à Rey qu'elle lui a déjà tout dit concernant cette soirée. Plus tard, Rey rentre chez lui et passe un moment avec Mia. Mais alors qu'ils sont en train de faire l'amour, Mia murmure le nom d'Arturo à la bouche, ce qui fait réagir Rey, interrompant leur moment intime. Il se rend immédiatement chez Sharon et lui déclare sa flamme. Sharon le fait en retour et souhaitent y'aller doucement concernant leur relation naissante. Mais Rey retrouve la facture du relevé téléphonique de Sharon et constate qu'elle à appelé les urgences le 13 avril dernier, le soir ou J.T. est mort. Il lui demande des comptes. Sharon esquive ses questions mais Rey continue à insister, elle finit par lui raconter vaguement la soirée. Rey comprend alors que Sharon était bien elle aussi présente lors de la soirée et apprend de sa déclaration que c'était de la légitime défense. Lorsqu'il apprend le véritable contexte de l'histoire, Rey estime qu'il ne s'agit pas de la légitime défense, mais d'un meurtre et arrête Sharon.

- Sharon, ainsi que Victoria et Phyllis sont mises en état d'arrestation et placées en garde à vue. Il interroge Sharon mais celle-ci l'accable pour l'avoir trahie, pensant qu'il s'est servie d'elle pour parvenir à ses fins. Rey contredit ses dires, suivant le protocole. Sous les conseils de son avocate Brittany Hodges, Sharon refuse de répéter ses aveux à Rey. Il interroge ensuite Victoria, qui continue à clamer l'innocence de sa famille, Nikki, qui continue de maintenir sa version et Phyllis, qui accepte de dévoiler la vérité à l'unique condition que ce soit à Christine. Dans la soirée, il apprend par Arturo que Lola est à l'hôpital et s'y rend de toute urgence. Sur place, Rey et Arturo apprennent que leur sœur à un problème au niveau de son foie et qu'elle a besoin d'une greffe. Inquiet pour sa sœur, Rey met les bouchées doubles et supplie l'inspecteur chargé de l'enquête de lui confier son dossier, il accepte après réticence. Après avoir pris connaissance du dossier, il se rend dans les lieux du crime (chez les Abbott) et interroge Kyle, qui lui raconte le contexte de l'histoire avant l'accident (voir Kyle Abbott). Lorsqu'il comprend que Summer est au centre de leur problèmes, les soupçons de Rey se tournent vers elle et il part aussitôt l'interroger, celle-ci nie également être responsable. En revenant au poste de police, il découvre que Lola portait  une parka vert kaki, et se souvient qu'Arturo l'avait offerte à Abby pour Noël. Il leur en fait part à l'hôpital, celui-ci sachant qu'ils sont innocents. Lorsqu'il revient au poste de police, il reçoit une nouvelle preuve de l'agression de Lola stipulant que son agresseur est une femme. Il regarde les clichés et constate une boucle d'oreille qui lui est familière dans les lieux du crime et remarque que c'est la même boucle d'oreille qu'il a offerte à Mia. En vérifiant la boîte à bijoux de sa femme, il comprend que c'est Mia qui a agressé Lola. Dès que Mia rentre, Rey la confronte sur son acte et Mia avoue l'agression, expliquant qu'elle est survenue après une dispute avec Abby et qu'elle a confondue cette dernière avec Lola (celle-ci portait le manteau d'Abby à ce moment-là). Rey est forcé de l'arrêter mais Mia lui avoue être enceinte. Rey doute au départ, pensant que Mia souhaite éviter la prison mais elle réussit à lui convaincre qu'elle est potentiellement enceinte. Après un bref passage à l'hôpital, celle-ci montre son test de grossesse à Rey : il est bien positif. Après avoir découvert qu'il sera prochainement père, Rey est partagé entre la joie de le devenir et le fait de faire naître son bébé en prison. Il décide finalement de ne pas arrêter Mia, de garder son crime secret et de rester a ses côtés, afin d'éviter que leur futur enfant naisse en prison.

- Le 7 mars, il est cité à comparaître dans l'affaire Hellstrom par la défense. Brittany Hodges l'interroge sur le soir de la Saint-Valentin, où il a arrêté Sharon à la suite de ses aveux. Brittany accentue sur le fait que Rey a manipulé Sharon pour parvenir à obtenir des aveux concrets. Rey réfute ces hypothèses et raconte ce qu'il s'est passé ce soir-là. Il confirme également avoir dit à Sharon être amoureux d'elle, ce qui énerve Mia, qui se dispute avec Rey à leur retour du tribunal. Leur dispute fait remonter des vieilles rancœurs du côté de Rey, qui n'arrive pas à passer outre au fait qu'elle ait toujours des sentiments pour Arturo, bien qu'elle lui assure le contraire. De plus, l'accident de Lola accentue la décision de Rey de mettre un terme à sa relation avec Mia. Plus tard, il se rend à l'hôpital ou Nate annonce aux frères Rosales qu'ils ont trouvés un donneur, mais ce dernier tient à rester anonyme. Kyle l'apprend aussi et prend de court Rey et Arturo lorsqu'il leur annonce qu'il s'est fiancé avec Summer. Arturo lui balance ses 4 vérités tandis que Rey est pensif. En remarquant le changement de comportement soudain de Kyle envers Summer, il comprend que cette dernière pourrait être la donneuse anonyme et que Kyle, possiblement au courant, cherche à protéger son anonymat. Finalement l'opération est un succès et Lola guérit.

- D'un autre côté, Sharon, Victoria et Nikki sont condamnées respectivement à 3, 10 et 30 ans de prison. Nick et William, qui pensent que J.T. serait toujours en vie, sollicitent l'aide de Rey et lui proposent de réparer ses erreurs en les aidant à traquer J.T., celui-ci accepte de marcher avec eux, notamment par amour pour Sharon. Plus tard, lorsque Victoria, Nikki et Sharon sont conduites vers la prison, le fourgon s'arrête devant le chalet Abbott, devant l'incompréhension des trois femmes. Elles apprennent ensuite que les deux policiers étaient de mèche avec Nick, William et Rey. Nick leur apprend ensuite qu'elles sont en fuite afin de l'aider à prouver que J.T. est toujours vivant, mais J.T. tarde à mordre à l'hameçon. Dans la soirée, Victor est mis au courant de leur plan et se rend in extremis au chalet avec Nick. Lorsque Rey se rend au chalet, il a la surprise de découvrir que J.T. est bien vivant et en parle à Christine, qui les garde ensuite en détention le temps de réétudier le dossier. Finalement, les trois femmes sont innocentées. Cependant, Rey perd son travail après que Paul l'a blâmé sur ses actes. Il apprend également par Mia que cette dernière a récemment couché avec Arturo et part ensuite frapper son frère. Ensuite, il reçoit la visite de Sharon qui souhaite le remercier. Rey lui apprend qu'il a rompu avec Mia et les deux s'embrassent.

- Un jour, Sharon reçoit l'échographie de Mia avec un message adressé à Rey et pense qu'elle est enceinte de ce dernier, elle va le confronter à ce sujet. Rey s'excuse de lui avoir caché la grossesse de sa femme. Remontée, Sharon part ensuite affronter Mia et lui ordonne d'arrêter d'interférer dans sa vie privée. S'ensuit un clash entre les deux femmes jusqu'à ce que Mia ressente des douleurs au ventre. Sharon la conduit à l'hôpital ou Rey les retrouve sur place. Il assiste à l'échographie du bébé et réalise qu'il pourrait être père dans les prochains mois mais il réalise aussi qu'Arturo pourrait être également le père de l'enfant. Parallèlement, l'enquête sur l'agression de Lola n'avance pas et Paul souhaite retrouver l'agresseur. Il demande à Rey de le retrouver, auquel il serait par la suite réengagé. Rey accepte la mission et rapporte à Paul ce qu'il a découvert, tout en protégeant Mia. Il avoue à sa femme qu'il a pisté ses suspicions à Paul sur elle et lui dit qu'elle doit fournir à la police un alibi comme quoi elle a passé la soirée avec Arturo après son altercation avec Abby. Rey demande la même chose à Arturo, qui s'excuse auprès de son frère et accepte de le faire uniquement pour le futur bébé.

- Début mai, alors à Las Vegas pour affaires (lire plus bas), Rey reçoit un appel de Lola qui lui apprend qu'elle est au courant que c'est Mia qui l'a agressée et demande a Rey de rentrer à Genoa, il accepte. Sur place, Lola confirme à Rey que c'est Mia qui l'a bel et bien agressé mais il lui avoue qu'il était déjà au courant et qu'il l'était peu après l'agression de Lola. Il a souhaité dissimuler cela lorsque Mia a annoncé sa grossesse. Rey apprend ensuite que c'est Arturo qui a vendu la mèche à Lola (sans le vouloir) concernant son agression. Les deux frères demandent à Lola et Abby de mentir a la police concernant leurs alibis. Ils apprennent ensuite que Mia a eu un problème et se rendent à l'hôpital. Sur place, ils apprennent que Mia était sur le point de se faire arrêter par Paul après ses aveux et que son hospitalisation est due a des contractions. Rey a du mal à y croire et pense que Mia a simulé une contraction pour éviter la prison tandis qu'Arturo défend sans cesse Mia. Rey comprend alors qu'ils sont à nouveau ensemble. Il propose ensuite de passer un test ADN afin d'avoir les réponses sur la paternité du bébé, auquel ils auront les résultats sous 24h. En attendant les résultats, les trois mettent les choses à plat. Mia et Arturo annoncent à Rey qu'ils repartent à Miami, peu importe le résultat du test. Cependant, Mia s'inquiète de ce que ses aveux entraîneront pour elle. Rey décide de plaider sa cause en essayant de convaincre Paul de ne pas la poursuivre, ainsi que lui-même. Paul finit par accepter de leur accorder le bénéfice de la liberté en annulant les charges retenues contre Mia et Rey pour avoir brouillé les pistes. Dans la journée, les résultats des tests sortent : Arturo est le père du bébé. Rey est dépité mais relativise concernant son couple avec Sharon. Avec Lola, ils rejoignent Arturo et Mia au Néon Ecarlate qui s'apprêtent à rentrer à Miami. Rey et Lola se réconcilient avec Arturo et Mia avant de les dire au revoir.

### Le triangle "amoureux" entre Rey, Sharon et... Adam
- Au printemps 2019, les Newman se posent des questions à propos des affaires mystérieuses de Victor à Las Vegas, surtout lorsqu'ils apprennent qu'il participe à des parties de poker en compagnie d'un homme, nommé "Spider" et qu'il voit régulièrement un psychiatre. Nikki engage Rey pour enquêter sur Victor et l'envoie à Vegas. Sharon décide de l'accompagner. Ils apprennent que le psychiatre que Victor consulte, le docteur Calhoun, est spécialisé dans la guérison de l'amnésie. De plus, Nikki leur apprend que Victor participe à des parties de poker clandestins. Sur place, ils interrogent le docteur Calhoun qui refuse de leur répondre. Rey remarque la mallette sur le bureau du psychiatre et en conclut que Victor le paye pour qu'il se taise. Nikki oriente ensuite les recherches de Rey sur Riza Thompson, considérée comme la reine du poker à Las Vegas. Rey réussit à obtenir son numéro et l'appelle, mais Riza ne répond pas. Juste après, Victor se présente dans la chambre de Rey et Sharon et insiste pour parler en privé à cette dernière. Victor à ensuite la surprise de dévoiler à Sharon que Adam Newman, le demi-frère des autres enfants Newman et l'ex-mari de Sharon est encore en vie, sous le pseudonyme de "Spider" et qu'il est amnésique (épisode diffusé le 11 mars 2022 sur TF1). Il lui demande de l'aider à retrouver la mémoire. Sharon en parle ensuite à Rey, qui lui dissuade d'aider Victor. Sharon, très hésitante, décide finalement avec l'accord et la contribution de Rey d'aider Adam. Elle lui donne rendez-vous, auquel Adam accepte qu'elle vienne mais seule. Finalement, Sharon rentre à l'hôtel et dit à Rey qu'Adam ne s'est pas pointé mais qu'elle a eu l'impression qu'il était à proximité d'elle. Rey cherche à comprendre pourquoi Sharon tient tant à aider Adam, elle lui dit qu'elle lui est redevable par rapport à certaines histoires de son sombre passé et qu'il l'a sauvé à plusieurs reprises. Rey tente de dissuader Sharon d'aider Adam mais celle-ci souhaite tout de même contribuer à sa guérison. Rey reçoit ensuite un appel de Lola lui disant qu'elle est au courant de l'identité de son agresseur (Mia) et lui demande de rentrer en ville. Rey accepte sa demande et décide de rentrer à Genoa.

- Adam revient finalement à Genoa, particulièrement grâce à Sharon. Rapidement, il se fait tirer dessus et recouvre la mémoire à l'hôpital. D'entrée, il soumet des exigences a Nick et Victoria que ces derniers n'apprécient pas et refusent. Nick décide d'engager Rey chez Etalon Noir comme chef de sécurité de l'entreprise, mais également et surtout pour surveiller Adam. Rey accepte de travailler pour Nick, d'autant plus qu'il remarque l'emprise d'Adam sur Sharon et commence à se méfier du personnage. Rey découvre grâce à son contact qu'Adam a engagé un détective privé et le fait savoir à Nick. Ce dernier apprend que Adam a engagé un détective privé pour enquêter sur Chloe, qu'il croit toujours vivante. Il l'annonce également à Sharon, qui a du mal à croire aux soupçons d'Adam. Lorsque Nick révèle à Rey avoir perdu le contrôle d'Etalon Noir, ce dernier apprend par Sharon forcée de lui raconter à cause de Nick qu'Adam avait kidnappé Faith lors de sa naissance.

- Le retour d'Adam cause des problèmes au couple de Sharon et Rey. En effet, Adam qui est le sujet de leurs disputes, demande constamment de l'aide à Sharon et celle-ci ne refuse pas son aide, ce qui agace Rey constatant l'influence qu'il a sur Sharon. Au bout d'un moment, Adam booste ses attaques et assigne Nick en justice afin de récupérer Christian. Celui-ci prend le contrôle d'Etalon Noir, payant les dettes de Nick. Malgré la perte de son emploi, Rey continue à travailler pour Nick contre Adam. Nick lui demande de se rendre à Las Vegas afin de creuser sur le passé d'Adam là-bas. En revenant à Genoa, il dit à Nick n’avoir rien récolté sur Adam à cause de la discrétion de Riza, l’ancien agent d’Adam a Vegas qui a refusé de coopérer. Nick lui suggère d’y retourner et de la rencontrer en personne pour en savoir plus sur les personnes qu’Adam a côtoyées. Rey y retourne, cette fois-ci accompagné de Sharon. Il découvre grâce à ses contacts que Adam a été en contact avec un ancien habitant de Genoa, Chance Chancellor. Ce dernier avait été arrêté pour agression et Adam a permis sa libération. Rey rapporte toute l'histoire a Nick, qui a du mal à y croire, se souvenant que Chance n'avait rien en commun avec Adam par le passé. Nick compte se servir du lien d'Adam et Chance lors de l'audience pour la garde de Christian afin de prouver qu'Adam est inapte à l'élever et demande a Rey de continuer à enquêter notamment sur Chance. Rey découvre en prime que Chance trempe dans du blanchiment d'argent et le rapporte a Nick. D'un autre côté, le voyage de Rey et Sharon ne se passe pas comme prévu. Durant leur escale, Rey et Sharon ont plusieurs disputes à propos d'Adam, ce qui fait qu'ils ne rentrent pas en même temps à Genoa. Malgré cela, ils finissent par se réconcilier.

- Le 22 juillet se tient l'audience pour déterminer qui de Nick ou d'Adam obtiendra la garde de Christian. À cause des disputes incessantes des deux frères, aucun d'eux n'obtient la garde. Le juge leur recommande de trouver un tuteur pour Christian pour une durée de trois mois. Nick opte pour Victoria et Adam pour Sharon. Celle-ci accepte de l'aider ce qui agace Rey. Finalement, le juge tranche en faveur de Victoria. Lorsque Sharon rentre elle se fait embrouiller par Rey qui lui reproche d'aider constamment Adam. Rey décide de quitter Sharon, fait ses bagages et emménage à l'Athletic Club. Sharon le supplie une dernière fois de lui pardonner tout en justifiant son acte et celui d'Adam. Rey comprend que Sharon a toujours des sentiments pour Adam qu'elle essaye de refouler d'où son implication a ses problèmes et décide de mettre définitivement un terme à leur relation.

- Après sa rupture avec Sharon, Rey décide d'arrêter de travailler pour Nick pour éviter d'être mêlé à Adam. Il demande à Paul de récupérer son poste d'inspecteur au sein de la police de Genoa. Paul accepte après réticence. Un soir, il est appelé par Adam à la suite d'une agression que Nick a commise auprès de lui (voir Adam Newman, Nicholas Newman ou Sharon Newman). Rey le questionne sur son agression et insiste bien qu’Adam tente de le faire partir. Au moment où Rey souhaite savoir qui est le témoin oculaire de l’agression d’Adam, il entend la voix de Sharon et la voit à l'intérieur du penthouse d'Adam. Rey comprend alors qu’ils ont potentiellement couché ensemble, demande confirmation à Sharon pour l'agression d'Adam puis s’en va.

- Avec le temps, les tensions entre Sharon et Rey s'estompent puis ils finissent par se remettre ensemble le soir d'Halloween.

### Le cancer de Sharon
- En janvier 2020, Sharon constate une bosse sur sa poitrine et cherche à savoir de quoi il s'agit. En consultant son médecin, elle apprend qu'elle à un cancer du sein (ces épisodes seront diffusés à partir de novembre 2022 sur TF1).

### Le mariage de Sharon et Rey
- Le 31 décembre 2020, Sharon et Rey se marient au Society (cet épisode est prévu pour juillet 2023 sur TF1).

### L'empoisonnement de Rey
- Début 2021, Sharon et Rey sont mariées et passent leur lune de miel à Miami en compagnie du reste de la famille Rosales. Dès leur retour, Adam demande de l'aide à Sharon concernant sa femme Chelsea qui à fait un AVC et lui demande d'être en quelque sorte sa thérapeute, Sharon accepte. Rey, conscient que Sharon à un passif avec Adam et méfiant envers ce dernier, demande à sa femme d'arrêter de l'aider. Sharon accepte la demande de Rey et dit à Adam qu'elle souhaite arrêter la thérapie de Chelsea. Mais Adam tente de remettre ses sentiments en question et l'embrasse. Une personne présente secrètement prend un cliché d'eux et la publie au grand public, tout Genoa la voit, y compris Rey et Chelsea. Rey décide de prendre une thérapie de couple avec sa femme. Juste après leur première séance, Rey se sent mal et s'effondre sur le canapé. À son réveil, il apprend qu'il a été victime d'un empoisonnement au thallium, suspecte rapidement Adam de l'avoir empoisonné et se met en quête de preuves contre lui. Il finit par retrouver du thallium dans les affaires de celui-ci. Adam apprenant qu'il est suspecté par Rey et avec peu de preuves pour prouver son innocence, prend la fuite. En réalité, c'est Chelsea qui a empoisonné Rey et qui à fait porter le chapeau à Adam, souhaitant se venger de lui pour tout le mal qu'il lui a fait (ces épisodes sont prévus à la diffusion pour l'automne 2023 sur TF1).

### La mort de Rey
- En 2022, Rey se rapproche amicalement de Chelsea et Connor. Ce dernier, fan de hockey, souhaite se rendre à Chicago assister à un match de son équipe préférée avec ses parents mais son père, trop occupé par les histoires qui entourent sa famille (voir Adam Newman) et sa mère ayant une réunion les empêchent d'accompagner leur fils. Rey se propose alors d'accompagner Connor voir le match. Finalement, la réunion de Chelsea est annulée et elle décide également de se rendre avec eux à Chicago. Le soir du 19 avril alors qu'ils s'apprêtent à partir, Rey s'aperçoit qu'il a oublié les tickets et se dirige chez lui pour les récupérer en vitesse. Sur la route, il fait nuit avec un temps de brouillard. Après avoir récupéré les tickets en allant sur le chemin du retour, Rey a un terrible accident de voiture avec Victoria et son mari Ashland Locke. Sa voiture fonce dans un fossé et tue Rey, qui décède sur le coup. On apprend un peu plus tard par Chance qu'il n'a pas été tué par Victoria ni par Ashland mais qu'il a perdu le contrôle de son véhicule en faisant une crise cardiaque dans sa voiture, ce qui a conduit à son décès (épisodes diffusées fin octobre/début novembre 2024 sur TF1).